# Tait
Tait é uma banda de rock cristão formada por Michael Tait, um dos antigos membros da banda cristã dc Talk.

## Formação de Tait (1996-1999)
Em 1996, Michael Tait conheceu Chad Chapin e tornaram-se amigos chegados, tendo começado a escrever músicas juntos. Após alguns anos, Michael criou a sua banda cover, com uma sonoridade hard rock, chamada de Curious George. Realizou juntamente com Chapin alguns concertos, atuando juntamente com banda como Pearl Jam, King's X, e The 77's. Foi nessa altura que Tait e Chapin decidiram que deviam juntar-se mais à séria e formar o seu próprio grupo e fazer uma torné pelo mundo.
Um dos antigos menbros de Tait, Pete Stewart tinha também uma amizade por por Michael antes mesmo da banda ser formada. Após Stewart ter assistido os dc Talk nas guitarras no álbum Supernatural, Tait e Stewart escreveram a música "Uphill Battle" que apareceu em Ten: The Birthday Album. Quando a banda de Stewart, Grammatrain dissolveu-se em 1998, ele produziu o seu próprio álbum a solo com a ajuda de Tait.

## Empty(2000-2002)
Quando os dc Talk fizeram uma pausa em 1999, Michael começou a trabalhar de forma não oficial na sua própria música. À medida que o seu projecto a solo começava a ganhar vida, Michael pensou nas amizades que tinha feito ao longo dos anos e que tanto lhe tinham dado na sua carreira. Pete Stewart juntou-se a Michael, bem como os irmãos Chapin, Chad e Lonnie, que em 1996 tinham saído de Nashville, Tennessee, para se dedicarem à música. A banda formou-se oficialmente em 2000.
Após um ano de estúdio, a banda lançou o primeiro álbum, Empty. Em geral teve boas críticas, tendo atingido boa colocação na tabela Top Contemporary Christian. O disco abordava temas como o cepticismo "Spy, o racismo "American Tragedy", bem como a perda de familiares "Unglued".

## Lose This Life(2003-presente)
Após o lançamento do primeiro disco, Pete Stewart decidiu abandonar o grupo. Foi substituído pelo guitarrista de 19 anos de idade Justin York. Novamente a banda regressou ao estúdio em 2002, trabalhando até 2003 no novo álbum. É então que em Novembro de 2003 lançam Lose This Life, que venceu um Dove Award.
Lose This Life provou ser um disco mais maduro, e com uma sonoridade mais agressiva do hard rock, comparando com o álbum Empty que era mais "fácil de ouvir". Na altura deste lançamento, os membros da banda participaram na produção de !Hero, uma ópera rock que fala da vida de Jesus Cristo.
A banda planeia lançar um terceiro disco, talvez ainda este Outono. O produtor e escritor Ben Moody, mais conhecido pela banda Evanescence, juntou-se ao grupo para os ajudar na composição do álbum. O grupo está a atravessar uma grande transformação, deixando o rock e procurando uma sonoridade, e como diz
Michael, "Stevie Wonder junto com Maroon 5 e junto com Lenny Kravitz".

## Membros

### Atuais
- Michael Tait – Vocal, piano
- Evan Weatherford – Guitarra
- Jordan Hester – Baixo
- Chad Chapin – Bateria, percussão

### Antigos
- Pete Stewart – Guitarra, sintetizador
- Justin York – Guitarra
- Brian Nutter – Guitarra
- Lonnie Chapin – Baixo
- Dave Clo – Guitarra

## Discografia

### Álbuns de estúdio
- Empty (2001)
- Lose This Life (2003)